# Swiftsure
Pour les autres navires du même nom, voir HMS Swiftsure et HMS Irresistible.
Le Swiftsure est un navire de guerre d'abord britannique (HMS Swiftsure) de 1787 à 1800, puis français jusqu'en 1805 pour finir britannique de 1805 à 1816. C'est un vaisseau de ligne de troisième rang portant 74 canons sur deux ponts.

## Conception et construction
Le vaisseau, de la classe Elizabeth (vaisseau de 74 canons), a été mis sur cale en 1784 à Deptford sur la Tamise, lancé le 4 avril 1787, et armé en 1790.

## Service actif
À partir de 1793, il est impliqué dans les opérations contre la République française. Ainsi, en 1794, le HMS Swiftsure porte la marque du vice-amiral Robert Kingsmill lors d’opérations en mer d’Irlande. Le 7 mai 1794, il capture au large de Brest la frégate française de 36 canons l’Atalante après un combat de deux heures.

### Bataille d'Aboukir(1798)
Le vaisseau sous le commandement du capitaine Benjamin Hallowell, fait partie de la flotte  britannique commandée par le vice-amiral Horatio Nelson, qui surveille activement la mer Méditerranée pour contrer les desseins de la France révolutionnaire et, si possible, détruire sa flotte du Levant (basée à Toulon).
Lors de la campagne d'Égypte, la flotte française échappe pendant deux mois aux recherches de Nelson, mais le 1er août 1798 elle est découverte au mouillage, en ligne défensive, dans une baie à l’est d’Alexandrie, derrière la flèche d’Aboukir. Nelson, malgré l’heure avancée (16 heures) décide d’attaquer immédiatement la flotte française en glissant des navires entre la côte et la ligne des vaisseaux français, plus puissants mais sur lesquels se trouvent des équipages incomplets car partis sur terre participer au ravitaillement.

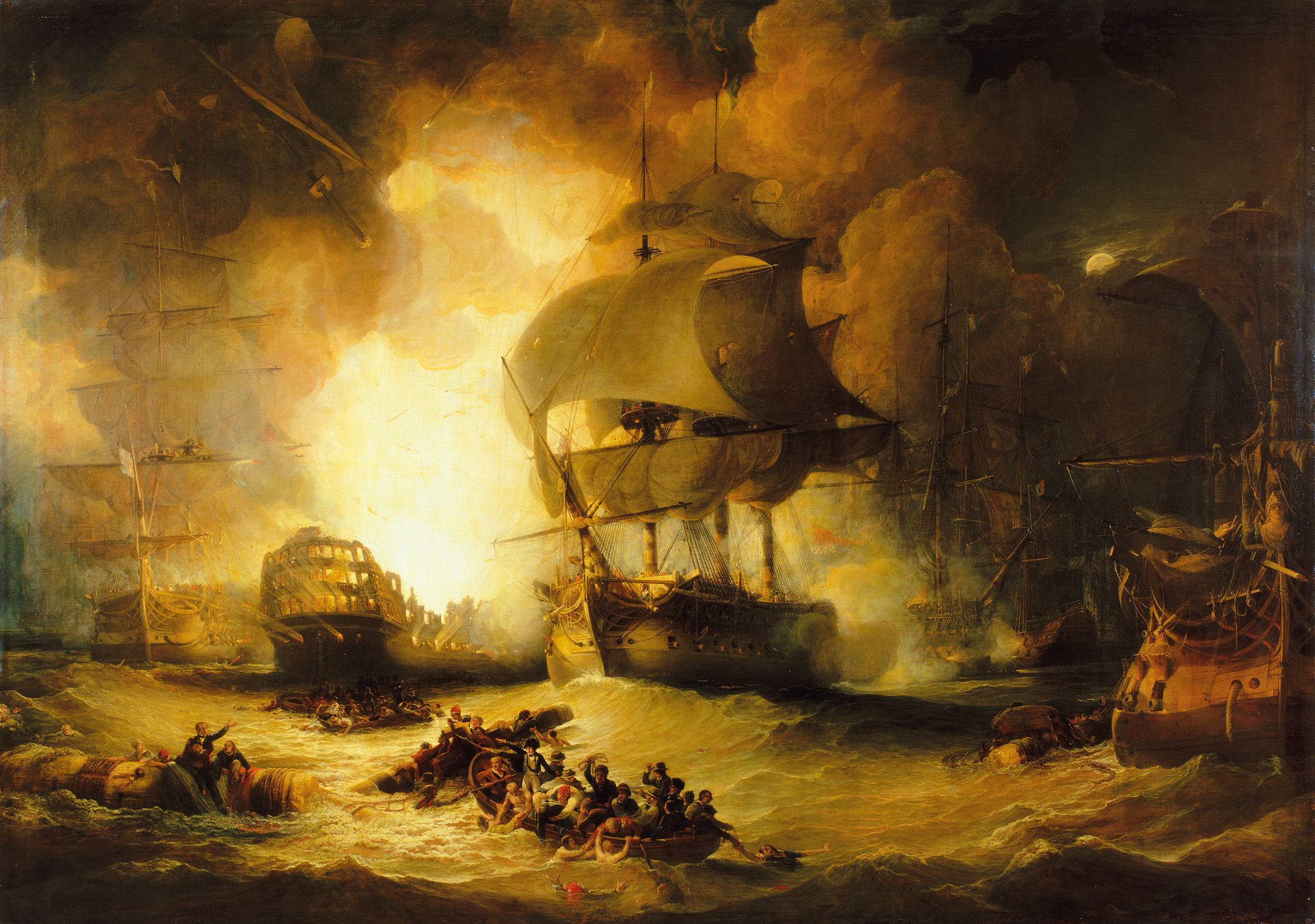
Le HMS Swiftsure à la bataille du Nil.

Le HMS Swiftsure, préalablement détaché avec l'HMS Alexander pour chercher la flotte ennemie à l’ouest d’Alexandrie, rallie la bataille peu avant la nuit et vient très opportunément prêter main-forte aux navires engagés contre les vaisseaux les plus puissants de la flotte française : l’Orient (de 118 canons, vaisseau-amiral de Brueys), le Tonnant et le Franklin (tous deux de 80 canons).
Alors que l’avant-garde française est écrasée par les feux croisés des navires britanniques qui s’avancent de part et d’autre, vaisseau par vaisseau, au centre, les navires anglais HMS Majestic et HMS Goliath sont en grande difficulté, tandis que le HMS Bellerophon a été  transformé en ponton par l’Orient et dérive vers le fond de la baie. C'est alors que surgissent le Swiftsure et l’Alexander, renforts inespérés pour Nelson. S’intercalant entre la poupe du Franklin et la proue de l’Orient, ouvrant le feu à bout portant, le Swifsure a un rôle décisif dans la bataille, de même que l’Alexander qui fait de même entre l’Orient et le Tonnant. Soumis à un feu intensifié, le centre de la flotte française est submergé jusqu’à ce que l’Orient explose et interrompe les combats. Pour la flotte de Bonaparte c’est un désastre. Seuls deux vaisseaux de l’arrière-garde, sur quinze, échappent à la capture ou au naufrage. Quelques jours plus tard le Swiftsure capture la corvette Fortune de 16 canons.

### La capture par les Français (1800)
En février 1800, le HMS Swiftsure, endommagé par une tempête prend le cap pour Gibraltar, où sont effectuées quelques réparations. Il devient alors le vaisseau-amiral d’une escadre commandée par Richard Bickerton chargée du blocus de Cadix. Puis il est intégré à une escadre commandée par Lord Keith pour contrôler la Méditerranée orientale début 1801, pendant que les Français occupent toujours l’Égypte.
Le HMS Swiftsure est affecté à une escorte des convois pour Malte. C’est alors qu'il est amenée à aller au devant d’une petite escadre française commandée par l'amiral Ganteaume. Pris à partie par deux vaisseaux français, l’Indivisible et le Dix-Août, partiellement démâté, le Swiftsure amène son pavillon. Il intègre la marine française, en conservant son nom.
Le Swiftsure participe à l'expédition de Saint-Domingue et ramène en novembre 1802 la dépouille du général Victoire Leclerc de Cap-Français à Toulon, ainsi que sa veuve Pauline Bonaparte.

### Labataille de Trafalgar(1805)
Le navire, remis en état à Toulon, commandé par le capitaine Charles-Eusèbe l'Hôpitalier-Villemadrin, fait partie de l’escadre de l'amiral Villeneuve qui s’échappe de Méditerranée au nez et à la barbe de Nelson, gagne l’Atlantique et les Antilles, pour y attirer les vaisseaux britanniques, avant de refaire voile vers la Manche et le camp de Boulogne où l'attendent Napoléon et son armée d'invasion de l'Angleterre. Il participe à la bataille du cap Finisterre et à la retraite sur Cadix.
Le 21 octobre 1805, au large du cap Trafalgar, il est dans la ligne d’arrière-garde de la flotte franco-espagnole, qui, après avoir tenté de regagner la Méditerranée, a fait volte-face pour affronter les vaisseaux de Nelson qui cinglent vers elles vers le milieu du jour. Placé derrière l’Aigle et devant l’Argonaute, il échange un feu nourri avec le HMS Colossus, avant d’être pris en enfilade de façon dévastatrice par le HMS Orion. La poupe défoncée, la barre hors d’usage, largement démâté, ses batteries hors de service, deux cent cinquante soldats et marins hors de combat, Villemandrin, en dépit d’un acharnement héroïque, est contraint de se rendre à la nuit. Pris en remorque par le HMS Dreadnought, il se libère grâce à la tempête qui rompt ses amarres et tente de rallier Cadix. Mais difficilement gouvernable il est rattrapé le 23 octobre par la frégate HMS Phoebe puis remorqué le 26 par le HMS Polyphemus vers Gibraltar.

### Le retour dans laNavy(1806-1809)
Réparé à Gibraltar, il repart en mission en 1806 et regagne l’Angleterre. Pour éviter la confusion avec un autre vaisseau de 74 britannique lancé en 1804 nommé HMS Swiftsure, et qui, hasard de la guerre, a aussi combattu à Trafalgar dans la flotte de Nelson, le Swiftsure est rebaptisé HMS Irresistible. Il effectue ses dernières navigations sous les ordres du capitaine George Fowke jusqu’en 1809, avant d’être transformé en prison flottante à Chatham où il est démoli en 1816.